# Калеб Девіс Бредхем
Калеб Девіс Бредхем (англ. Caleb Davis Bradham; 27 травня 1867 — 19 лютого 1934) — американський фармацевт, бізнесмен та найбільш відомий як винахідник безалкогольного напою Pepsi.

## Біографія

### Кар'єра в медицині
Калеб Девіс Бредхем народився 27 травня 1867 року в Північній Кароліні. Після закінчення Університету  Північної Кароліни в Чапел-Гілл Бредхем навчався в Медичній школі штату Меріленд в надії стати лікарем. Там він підробляв фармацевтом у невеликій аптеці.
На жаль, сімейна криза змусила Бредхема кинути навчання і повернутися в Північну Кароліну. Він недовгий час викладав, але потім зважився максимально наблизити свою роботу до медицини, відкривши власну аптеку в центрі Нью-Берна.

### Фонтан содової в аптеці Калеба
Ще з 1798 року в моду увійшли так звані фонтани содової. Це спеціальні агрегати, з яких випускалося шипуче газування. Автомати і зараз стоять у фастфудах, але вже не несуть той глибокий сенс, що раніше. 
Наприкінці 19 століття «Soda Fountain» розташовувався і в аптеці Бредхема. До його закладу заходили не тільки за ліками, а й для невимушених бесід, тоді це було нормальною практикою. Тут місцеві жителі Нью-Берна любили годинами сидіти і слухати музичний автомат, попиваючи газовані напої.
У 1893 році Калеб Бредхем почав експериментувати з різними комбінаціями соків, спецій і сиропів. Його клієнтам найбільше сподобався смак з ванілі, рідкісних олій та екстракту кола-горіха. Газування назвали на честь творця Brad's Drink. Це був безалкогольний напій без наркотичних засобів, які часто використовували інші фармацевти. 
Є теорія, що напій отримав назву Pepsi Cola через речовину пепсин, що входить до складу содової. Але ці дані не мають стовідсоткового підтвердження. Більш реальна версія, що назва сталася через те, що Калеб Бредхем основним показанням до вживання сиропу називав розлад шлунка, тобто диспепсію. 
Як би там не було, в 1898 році фармацевт перейменовує свій Brad's Drink в Pepsi Cola.

## Розвиток Pepsi-Cola
Солодкий і корисний сироп був неймовірно популярний, і в 1903 році став офіційним товарним знаком. За наступний рік продажі досягли майже 20 000 галонів напою. Тоді Бредхем вирішує почати випуск Pepsi Cola в пляшках. У такому вигляді сода поширилася по 24 штатах. 
Бізнес продовжував процвітати до Першої світової війни. У ті нелегкі часи були серйозні перебої з цукром, а витрати на виробництво не окупали себе. Калеб Бредхем намагався використати замінник цукру меласу, результат виявився плачевним. Після війни ціни на цукор зросли, але Бредхем все одно його купував. Це призвело до банкрутства Pepsi Cola, розкриття секрету напою і продажу його Craven Holding Corporation за 30 000 доларів.
Однак компанія повернулася до лав лідерів з продажу газування в 30-ті роки, продаючи пляшку дешевше, ніж її конкуренти. 
Що стосується Калеба, він пішов у Shriners, північноамериканське парамасонське суспільство і став писарем Суданського Храму. Він був банківським офіцером і почесним президентом державної залізниці і одним із засновників Військово-морської міліції (народного ополчення) Північної Кароліни, що стала потім Військово-морським заповідником.
Також аптекаря і винахідника цікавила Школа фармацевтики, яку він завжди підтримував. Він нагороджував найкращого студента премією Бредхема щороку, аж до самої смерті. 
Сьогодні про Калеба кажуть, що «у нього був сучасний бізнес у неправильні десятиліття, він був на третину століття попереду свого часу».